# Graciano Nepomuceno
Graciano Nepomuceno, né le 18 décembre 1881 à Manille et mort le 30 décembre 1974, est un sculpteur sur bois philippin.
Il est connu pour ses sculptures de saints et de scènes de genre.

## Biographie
Graciano Nepomuceno naît à Trozo, dans le quartier de Binondo (en) de Manille le 18 décembre 1881,. Trozo est l'un des quartiers les plus aisés de Manille à l'époque de sa naissance, où beaucoup de ses habitants ont une meilleure éducation formelle et où pratiquement tous parlent couramment l'espagnol castillan.
Nepomuceno fait d'abord carrière dans la peinture, étudiant auprès de Miguel Zaragoza (es) au Liceo de Manila, devenue l'université centrale de Manille (en). Il se tourne ensuite vers la sculpture et devient l'apprenti de Ciriaco Arevalo. Ce dernier est un sculpteur philippin qui a remporté une médaille d'or lors d'une exposition en Espagne pour son œuvre baptisée El Baguio.
De la fin du XIXe siècle au début du XXe siècle, Nepomuceno collabore fréquemment avec son collègue sculpteur et musicien Bonifacio Arévalo (en). Après cette période, Nepomuceno devient plus indépendant et réalise des œuvres en bois et en ciment qui sont principalement utilisées comme ornements de façades de bâtiments. Le célèbre architecte philippin Arcadio Arellano (en) est un employeur fréquent de Nepomuceno. Il se concentre alors sur les sculptures de genre et plus tard sur le portrait. Parmi ses contemporains, il se fait connaître pour ses sculptures directes en bois de molave, d'un arbre local. Il était également remarqué pour ses œuvres de santos.
L'une de ses œuvres, une figure en bois d'un garçon jouant au sipà (en), est présentée à l'épreuve de sculpture du concours artistique des Jeux olympiques d'été de 1948, et est désormais conservée au musée national des Philippines,.
Graciano Nepomuceno meurt le 30 décembre 1974.

## Œuvre
Graciano Nepomuceno travaille principalement avec du bois de Molave, d'un arbre local.
Il réalise des sculptures de genre, comme celle qu'il a présentée aux Jeux olympiques d'été de 1948 ou des figures polychromes réalistes de types paysans, comme une femme tenant un pot en argile et un homme aux cheveux gris tenant fièrement un coq.
Il se spécialise aussi dans la sculpture de santos, des figures bibliques, comme celle de Saint François, qui est conservée dans la basilique du Nazaréen noir, ou de portraits, comme le relief en bronze du nationaliste philippin José Rizal,. Comme relief, il a aussi créé ceux du palais de Malacañang, la résidence officielle du président des Philippines.
Les sujets animaliers ont également fasciné Nepomuceno, et l'une de ses sculptures les plus connues dépeint un homme aux prises avec un crocodile et le soumettant.
Lui qui avait commencé à étudier la peinture, Graciano Nepomuceno a transposé des tableaux célèbres, tels que La Cène de Léonard de Vinci, là aussi en reliefs sculptés sur du bois de Molave.